# Alburnoides gmelini
Alburnoides gmelini е вид лъчеперка от семейство Шаранови (Cyprinidae). Видът е незастрашен от изчезване.

## Разпространение
Разпространен е в Русия (Дагестан).

## Описание
На дължина достигат до 8,3 cm.